# Vautour charognard
Necrosyrtes monachus
Pour des articles plus généraux, voir Vautour et Accipitridae.
Genre
Espèce
Statut de conservation UICN

 CR A2acd+3cd+4acd : 
En danger critique
Statut CITES
Le Vautour charognard (Necrosyrtes monachus), également appelé néophron moine ou percnoptère brun, est une espèce de rapaces de la famille des Accipitridae qui se rencontre en Afrique. C'est la seule espèce du genre Necrosyrtes.

## Dénomination
- Necrosyrtes monachus décrit par Coenraad Jacob Temminck en 1823.

### Noms vernaculaires
- Neophron moine
- Vautour à capuchon
- Vautour charognard
- Percnoptère brun

## Description

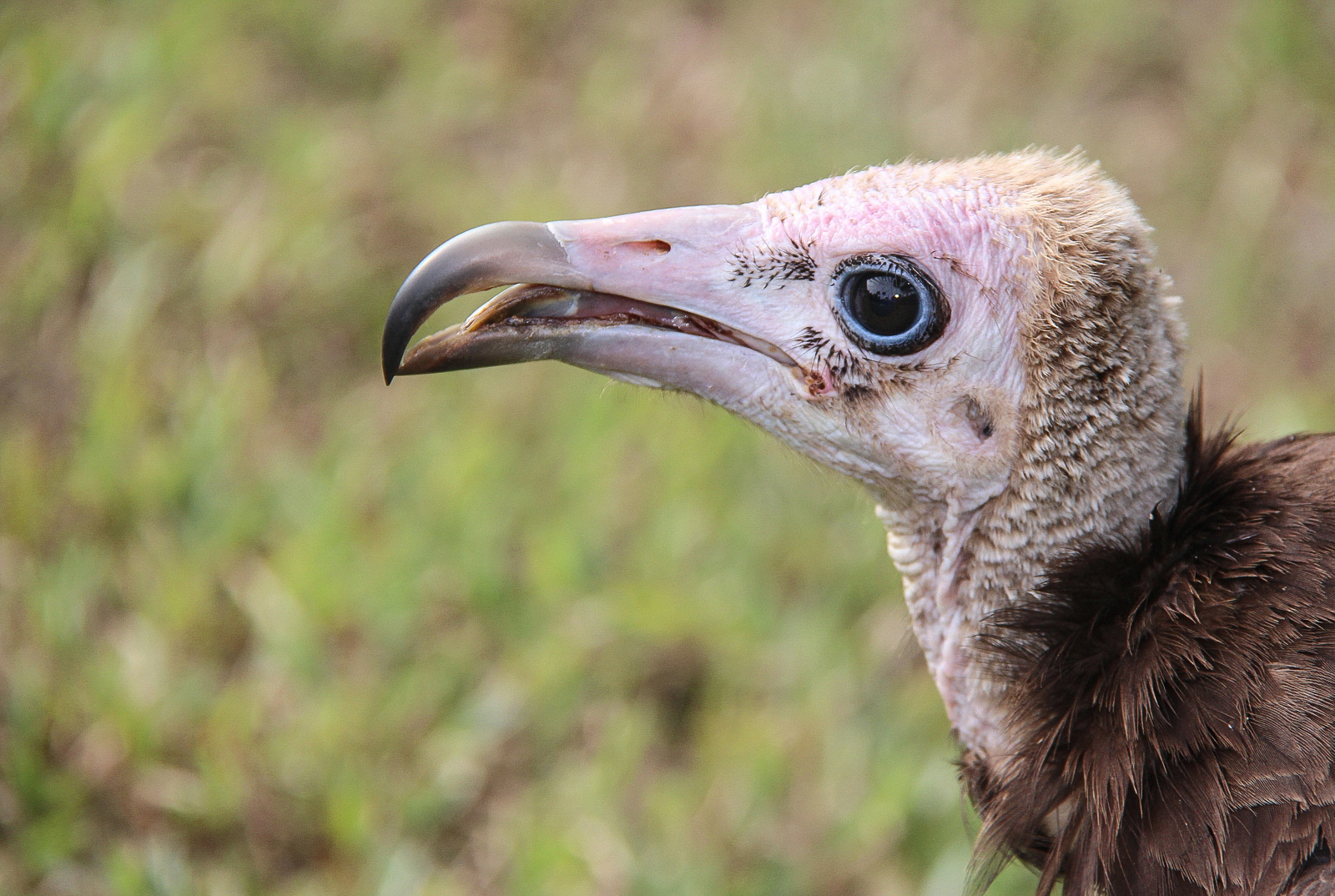
Tête

C'est l'un des plus petits vautours du vieux monde avec une longueur de 70 cm et une masse moyenne de 2,12 kg. Il a une tête dénudée rose et une calotte grisâtre. Il est assez uniformément brun sombre. Il a de vastes ailes pour pouvoir planer et la queue courte. C'est une espèce faible par rapport à la plupart des vautours.

## Alimentation et comportement

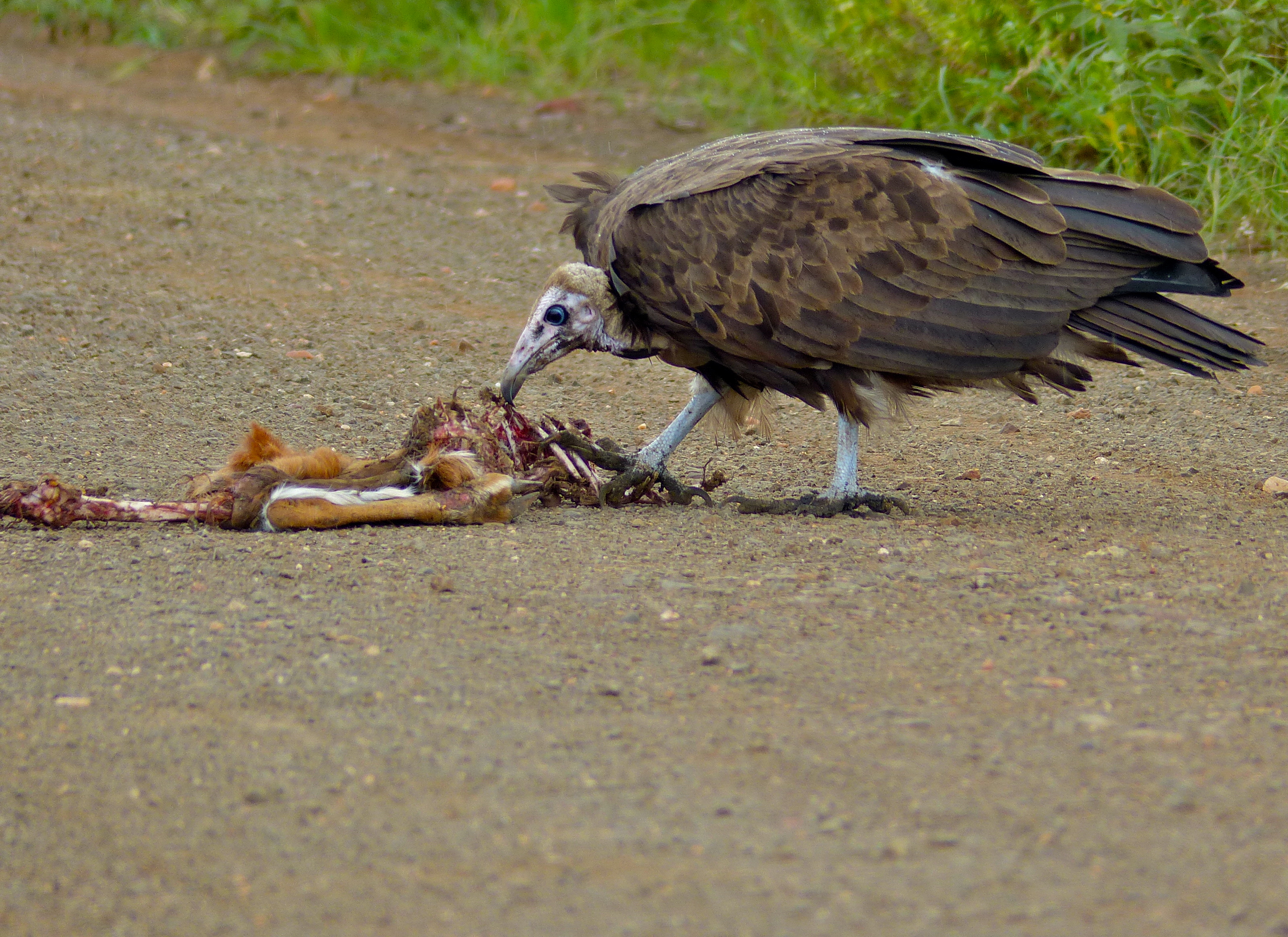
Vautour charognard sur une charogne (Parc national Kruger, Afrique du Sud).

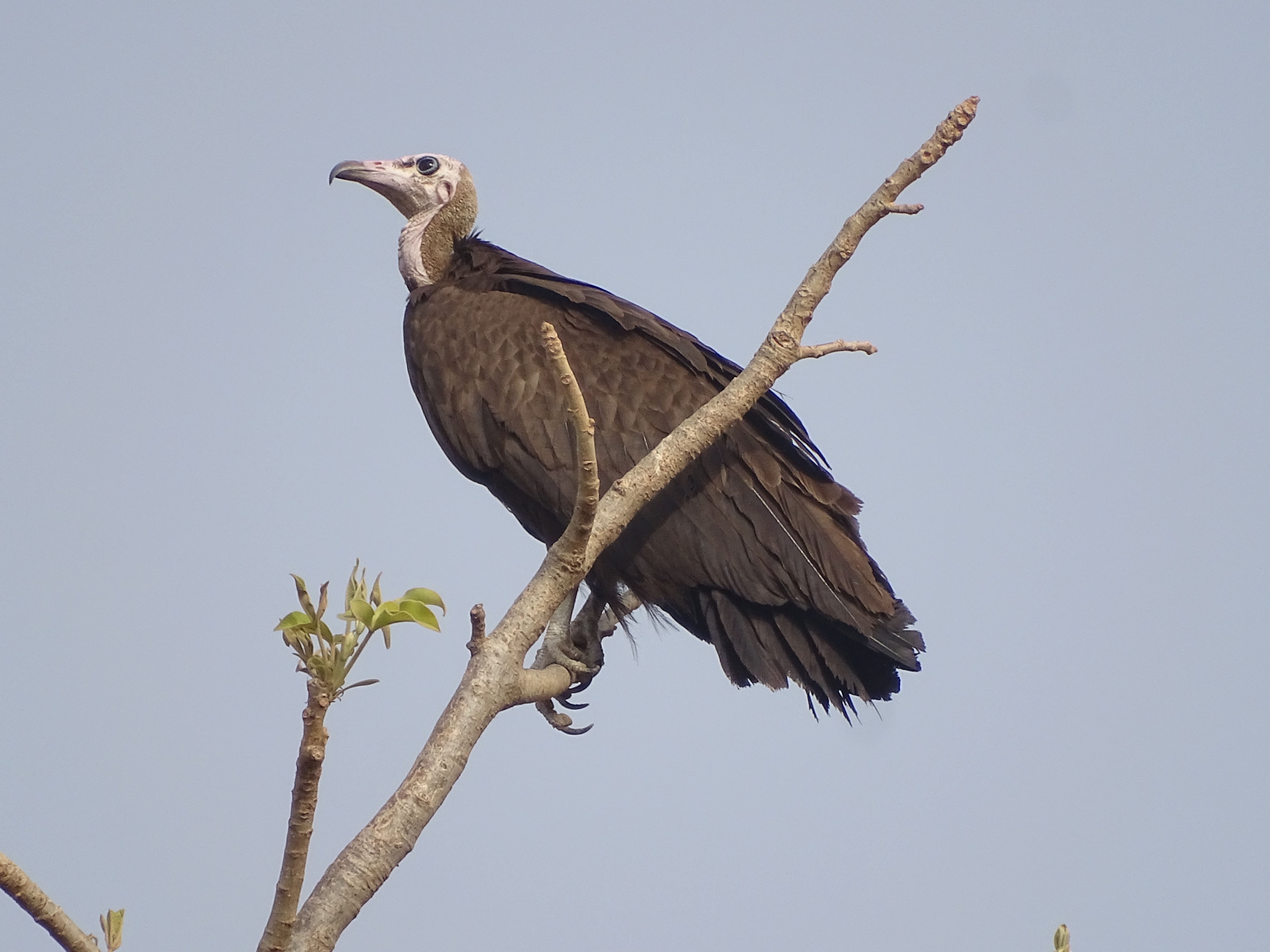
Vautour charognard - au parc national de la Pendjari (Bénin).

C'est un charognard, se nourrissant essentiellement de cadavres d'animaux et des déchets qu'il repère en survolant la savane et les alentours des habitations humaines, y compris les décharges et les abattoirs. Il se déplace souvent en troupe et est très abondant. Dans une grande partie de son territoire, il y en a toujours plusieurs de visibles haut dans le ciel à n'importe quel moment durant la journée.
Il n'a généralement pas peur des êtres humains et se réunit souvent autour des habitations. Il est parfois dénommé le ramasseur d'ordures par les locaux.
Dans certaines cultures il est interdit de manger les animaux nécrophages dont le vautour fait partie.

## Reproduction et répartition

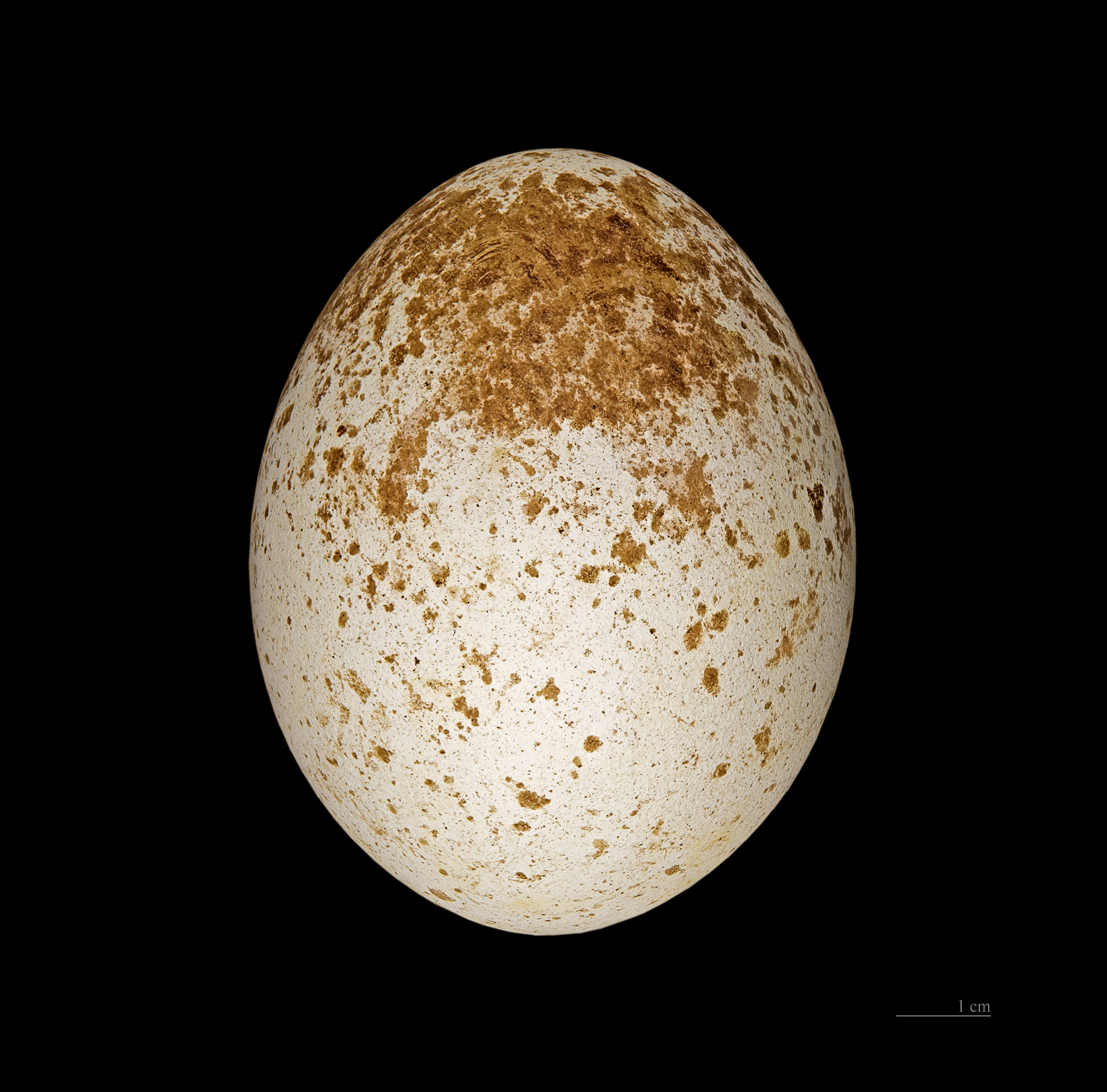
Necrosyrtes monachus - Muséum de Toulouse

Il niche dans un nid fait de branchages placé dans un arbre (souvent un palmier) dans une grande partie de l'Afrique au sud du Sahara, pondant un œuf. La population est majoritairement sédentaire.
S'il est perturbé lorsqu'il est dans son nid, il pousse un couinement.